# Epoha (astronomija)
U astronomiji, epoha je referentna vremenska točka za koju se određuje položaj na nebeskoj sferi. To može biti položaj samog tijela ili koordinate određenih orbitalnih parametara.
Epohe koje su se do danas koristile su B1900, B1950 i J2000, pri čemu "B" označava "Besselovu" godinu, a "J" Julijansku

## Poveznice
- Sferna astronomija

## Vanjske poveznice
- What is TT?  Arhivirana inačica izvorne stranice od 6. kolovoza 2006. (Wayback Machine) (engl.)
- International Celestial Reference System, or ICRS  Arhivirana inačica izvorne stranice od 5. kolovoza 2006. (Wayback Machine) (engl.)
- IERS Conventions 2003 (defines ICRS and other related standards) Arhivirana inačica izvorne stranice od 19. travnja 2014. (Wayback Machine) (engl.)